# Amstel Gold Race 2017
L'Amstel Gold Race 2017 va ser la 52a edició de l'Amstel Gold Race i es disputà el 16 d'abril de 2017, sobre un recorregut de 261 km, entre Maastricht i Berg en Terblijt. Aquesta fou la setzena prova de l'UCI World Tour 2017 i primera del tríptic de les Ardenes, abans de la Fletxa Valona i la Lieja-Bastogne-Lieja.
El vencedor final fou el belga Philippe Gilbert (Quick-Step Floors), que s'imposà a l'esprint al seu company d'escapada, el polonès Michał Kwiatkowski (Team Sky). Aquest fou el quart triomf de Gilbert en aquesta clàssic, després del aconseguits el 2010, 2011 i 2014, amb la qual cosa se situà a un sol triomf de Jan Raas, que amb cinc lidera el palmarès d'aquesta cursa. Alhora, fou el tercer ciclista que el mateix any guanyava el Tour de Flandes, després d'Eddy Merckx i Jan Raas.

## Equips participants
En ser l'Amstel Gold Race una prova de l'UCI World Tour, els 18 World Tour són automàticament convidats i obligats a prendre-hi part. A banda, sis equips són convidats a prendre-hi part per formar un pilot de 24 equips i 191 corredors.
| WorldTeams (18)- AG2R La Mondiale - Astana - Bahrain-Merida - BMC Racing Team - Bora-Hansgrohe - Cannondale-Drapac - Dimension Data - FDJ - Katusha-Alpecin - Lotto NL-Jumbo - Lotto-Soudal - Movistar Team - Orica-Scott - Quick-Step Floors - Sky - Team Sunweb - Trek-Segafredo - UAE Team Emirates Equips continentals professionals (6)- Roompot-Nederlandse Loterij - Sport Vlaanderen-Baloise - Wanty-Groupe Gobert - Bardiani CSF - CCC Sprandi Polkowice - Direct Énergie |
| |

## Recorregut
L'edició del 2017 planteja un recorregut de 261 quilòmetres i 35 ascensions. Està compost per quatre circuits que recorren la regió del Limburg, i proposa una arribada inèdita. Si bé no es canvia la ubicació de la línia de meta, si que canvia la manera com s'hi arriba. A diferència d'anys anteriors, l'ascens del Cauberg no es farà en la darrera volta amb la intenció, per part dels organitzadors, d'ampliar el ventall de possibles vencedors.

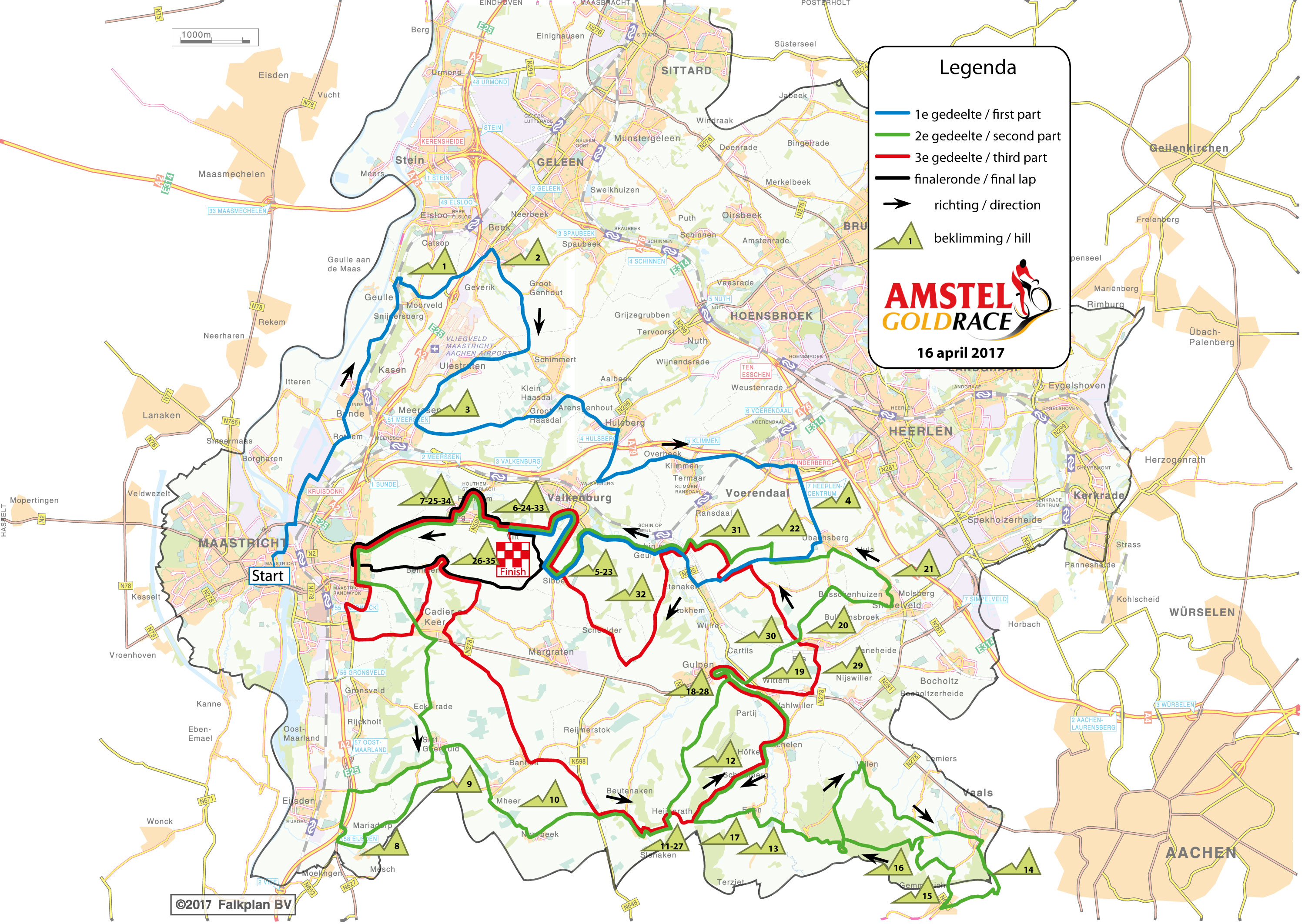
Recorregut del 2017 de l'Amstel Gold Race amb la novetat final

| Núm. | Nom            | Llargada (m) | Pendent mitjana | Km a meta |
| ---- | -------------- | ------------ | --------------- | --------- |
| 1    | Slingerberg    | 1.200        | 5,4 %           | 250,6     |
| 2    | Adsteeg        | 620          | 4,7 %           | 244,3     |
| 3    | Lange Raarberg | 1.000        | 4,3 %           | 238,3     |
| 4    | Bergseweg      | 2.200        | 3,4 %           | 221,0     |
| 5    | Sibbergrubbe   | 2.000        | 4,1 %           | 210,1     |
| 6    | Cauberg        | 1.500        | 7 %             | 205,5     |
| 7    | Geulhemmerberg | 1.000        | 5,8 %           | 201,3     |
| 8    | Mescherberg    | 1.000        | 7,0 %           | 180,5     |
| 9    | Kalleberg      | 1.500        | 5,1 %           | 178,5     |
| 10   | Wolfsberg      | 500          | 5,8 %           | 171,3     |
| 11   | Loorberg       | 1.600        | 5,1 %           | 167,6     |
| 12   | Schweiberg     | 3.000        | 3,7 %           | 1548,8    |
| 13   | Camerig        | 3.600        | 7 %             | 150,3     |
| 14   | Vaalserberg    | 2.600        | 4,2 %           | 138,0     |
| 15   | Gemmenicherweg | 2.000        | 5,4 %           | 133,7     |
| 16   | Vijlenerbos    | 1.800        | 5,1 %           | 127,8     |
| 17   | Eperheide      | 2.300        | 4,5 %           | 120,9     |
| 18   | Gulperberg     | 1.100        | 5,2 %           | 113,3     |
| 19   | Plettenberg    | 1.200        | 3,7 %           | 108,2     |
| 20   | Eyserweg       | 2.100        | 4,4 %           | 106,0     |
| 21   | Huls           | 900          | 8,3 %           | 102,1     |
| 22   | Vrakelberg     | 600          | 7,7 %           | 97,8      |
| 23   | Sibbergrubbe   | 2.000        | 4,1 %           | 89,1      |
| 24   | Cauberg        | 1.500        | 7 %             | 84,5      |
| 25   | Geulhemmerberg | 1.000        | 5,8 %           | 80,3      |
| 26   | Bemelerberg    | 1.200        | 4 %             | 66,9      |
| 27   | Loorberg       | 1.600        | 5,1 %           | 521,4     |
| 28   | Gulperberg     | 600          | 9,8 %           | 43,7      |
| 29   | Kruisberg      | 800          | 8,4 %           | 38,3      |
| 30   | Eyserbosweg    | 1.100        | 7,9 %           | 35,9      |
| 31   | Fromberg       | 1.200        | 4,8 %           | 32,7      |
| 32   | Keutenberg     | 1.700        | 6,1 %           | 28,8      |
| 33   | Cauberg        | 1.500        | 7 %             | 16,2      |
| 34   | Geulhemmerberg | 1.000        | 5,8 %           | 12,9      |
| 35   | Bemelerberg    | 1.200        | 4 %             | 5,2       |

## Classificació final
| \| Classificació general \| Classificació general \| Classificació general \| Classificació general \| Classificació general \| \| Corredor \| Corredor \| Equip \| Temps \| \| \| --------------------- \| ---------------------- \| --------------------- \| --------------------- \| --------------------- \| \| 1r \| Philippe Gilbert \| Quick-Step Floors \| 6h 31' 40" \| \| \| 2n \| Michał Kwiatkowski \| Team Sky \| + 0" \| \| \| 3r \| Michael Albasini \| Orica-Scott \| + 10" \| \| \| 4t \| Nathan Haas \| Dimension Data \| + 10" \| \| \| 5è \| José Joaquín Rojas Gil \| Movistar Team \| + 10" \| \| \| 6è \| Sergio Henao Montoya \| Team Sky \| + 10" \| \| \| 7è \| Ion Izagirre Insausti \| Bahrain-Merida \| + 14" \| \| \| 8è \| Michael Gogl \| Trek-Segafredo \| + 1' 10" \| \| \| 9è \| Sonny Colbrelli \| Bahrain-Merida \| + 1' 11" \| \| \| 10è \| Michael Matthews \| Team Sunweb \| + 1' 11" \| \| |                        |                   |            |
| |                        |                   |            |
| Font: ProCyclingStats |                        |                   |            |
| Classificació general |                        |                   |            |
| Corredor | Corredor               | Equip             | Temps      |
| 1r | Philippe Gilbert       | Quick-Step Floors | 6h 31' 40" |
| 2n | Michał Kwiatkowski     | Team Sky          | + 0"       |
| 3r | Michael Albasini       | Orica-Scott       | + 10"      |
| 4t | Nathan Haas            | Dimension Data    | + 10"      |
| 5è | José Joaquín Rojas Gil | Movistar Team     | + 10"      |
| 6è | Sergio Henao Montoya   | Team Sky          | + 10"      |
| 7è | Ion Izagirre Insausti  | Bahrain-Merida    | + 14"      |
| 8è | Michael Gogl           | Trek-Segafredo    | + 1' 10"   |
| 9è | Sonny Colbrelli        | Bahrain-Merida    | + 1' 11"   |
| 10è | Michael Matthews       | Team Sunweb       | + 1' 11"   |